# إل كامبيلو

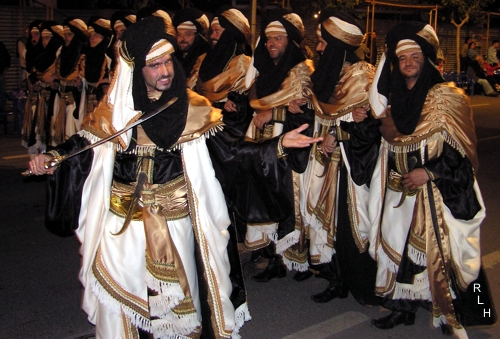
مسلمي إسبانيا يلبسون الزي الأندلسي

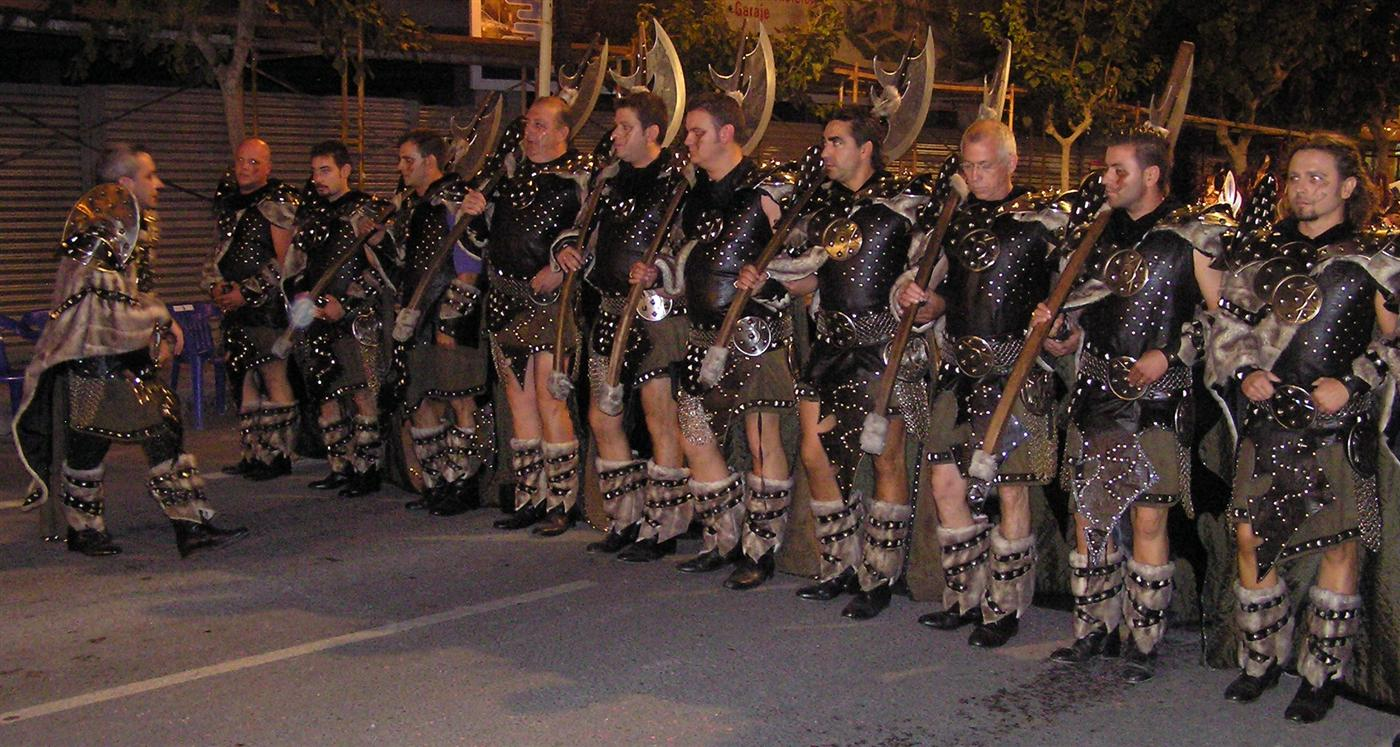
مسيحي إسبانيا يلبوس الزي الإسباني القديم

بلدية إل كامبيلو (بالإسبانية: El Campello)‏, هي بلدية تقع في مقاطعة اليكانتي. جنوب شرق إسبانيا. يبلغ عدد سكانها 24.674 نسمة.

## وصلات خارجية
- (بالإسبانية)